# Hans-Martin Linde
Hans-Martin Linde (* 24. Mai 1930 in Werne) ist einer der bedeutendsten deutschen Blockflöten-Virtuosen des 20. Jahrhunderts. Er lebt seit 1957 in Basel (Schweiz).

## Wirken
Linde hat das Spiel von Blockflöte und Traverso auf neue Weise geprägt. Als Solist und Kammermusiker trat er weltweit auf und spielte viele Platten und CDs ein, darunter zahlreiche Aufnahmen mit dem Linde-Consort.
Zudem war Linde als Dirigent tätig. Er arbeitete mit vielen Orchestern, Chören und für die Oper. Von 1984 bis 2000 war er Hauptdirigent der Cappella Coloniensis des WDR Köln, die Vorbild für andere Barockorchester wurde. Anschließend wirkte er mehrfach als Dirigent bei den Innsbrucker Festwochen der Alten Musik.
Sein kompositorisches Schaffen umfasst Kammermusik, oft mit Block- oder Querflöte, sowie Lieder, Chorwerke und Orchestermusik. In Lindes Werken begegnet man zwar neuen kompositorischen Strukturen und avantgardistischen Spieltechniken, dabei behält seine Sprache jedoch Nähe zur Tonalität und zu überlieferten Formen.
Linde übte an der Musik-Akademie Basel eine langjährige Lehrtätigkeit aus. Ab 1957 unterrichtete er an deren Schola Cantorum Basiliensis historische Flöteninstrumente und Ensemble. Anschließend übernahm er die Leitung des Konservatoriums (heute Musikhochschule). Ab 1979 baute er eine Klasse für Chorleitung auf, die er bis 1995 betreute. Er wirkt in der Akademie als Gastdozent und Prüfungsexperte.

## Werke in Auswahl
- Handbuch des Blockflötenspiels, (ISBN 3-7957-2531-3)
- Kleine Anleitung zum Verzieren alter Musik. Mainz 1958
- Arcangelo Corelli, La Follia, Bearbeitung (siehe auch Folia)
- Amarilli mia bella, recorder solo
- Music for a bird, Alto recorder solo
- Sonate in d (1961), Alto recorder and piano
- Sonata, Alto recorder and organ
- Kinder-Suite, 3 recorders
- Music for two, recorder, guitar
- Musica da camera, recorder, guitar
- Trio, recorders
- Trio, Alto recorder, flute and harpsichord (piano)
- Four caprices, unaccompanied alto recorder or flute
- Miniatures, soprano recorder solo
- Jazzy tunes, recorder, piano
- Five studies, Alto recorder, piano
- Three Skizzen Alto recorder, violin and piano (harpsichord)
- Anspielungen, flute
- Concerto, recorder (alto, sopranoino and bass) and string orchestra
- Die Zahl ist nichts : Madrigal, mixed choir
- Fairy Tales, soprano, alto, tenor and bass recorder changing
- Fantasias and Scherzi, Alto recorder
- Musical Paintings, Alto recorder and piano
- Notabene, harpsichord
- Reminiscences, 4 recorders (ATTB)
- Sechs Eichendorff-Gesänge, mixed choir
- Serenade, soprano- or tenor recorder
- Serenata a tre, 3 recorders (SAT), guitar and cello (viola da gamba)
- Suite, 4 recorders (SATB)
- Una Follia nouva, Alto recorder
- Zwiegespräche, recorder (alto recorder, tenor recorder) and cello